# Canalejas de Peñafiel
Canalejas de Peñafiel település Spanyolországban, Valladolid tartományban. Canalejas de Peñafiel Campaspero, Fompedraza, Torre de Peñafiel, Peñafiel, Rábano, Laguna de Contreras, Aldeasoña, Membibre de la Hoz és Olombrada községekkel határos. Lakosainak száma 252 fő (2024).

## Népesség
A település népessége az utóbbi években az alábbiak szerint változott:
| Lakosok száma | 283  | 294  | 312  | 296  | 296  | 298  | 224  | 231  | 237  | 252  |
|               | 2001 | 2004 | 2007 | 2009 | 2012 | 2014 | 2017 | 2019 | 2022 | 2024 |